# Мартолци
Мартолци или Мартулци (на македонска литературна норма: Мартолци) е село в Северна Македония, част от община Чашка. Към 2002 г. има население от 180 души.

## География
Селото е разположено в областта Азот, на около 21 км югозападно от град Велес. Гробищната църква се казва „Свети Георги“ и е от XVII век. В центъра на селото на 3 юни 2018 година митрополит Агатангел Повардарски осветява църквата „Свети Илия“.

## История
В XIX век Мартолци е село във Велешка кааза, Нахия Азот на Османската империя. В „Етнография на вилаетите Адрианопол, Монастир и Салоника“, издадена в Константинопол в 1878 година и отразяваща статистиката на населението от 1873 година, Мартолци (Martoltzi) е посочено като село с 35 домакинства и 126 жители българи. Според статистиката на Васил Кънчов („Македония. Етнография и статистика“) в края на XIX век Мартулци има 340 жители, всички българи християни.
Жителите му в началото на века са под върховенството на Българската екзархия – според статистиката на секретаря на Екзархията Димитър Мишев („La Macédoine et sa Population Chrétienne“) в 1905 година в Мартолци (Martoltzi) живеят 312 българи екзархисти. Според секретен доклад на българското консулство в Скопие всичките 39 къщи в Мартинци през 1907 година под натиска на сръбската пропаганда в Македония признават Цариградската патриаршия.
При избухването на Балканската война в 1912 година Мартулци дава 8 доброволци в Македоно-одринското опълчение.
След Междусъюзническата война в 1913 година селото остава в Сърбия.
На етническата си карта от 1927 година Леонард Шулце Йена показва Мартовце (Martovce) като българско християнско село.

## Личности
Родени в Мартолци
- Иван Антов, македоно-одрински опълченец, 24-годишен, земеделец, ІІ отделение, 2 рота на Кюстендилската дружина, 2 рота на 7 кумановска дружина, орден „За храброст“ ІV степен[11]
- Йован Бабунски (1875 – 1920), виден сърбомански четнически войвода